# Relations entre l'Irlande et le Royaume-Uni
Les relations entre l'Irlande et le Royaume-Uni de Grande-Bretagne et d'Irlande du Nord sont millénaires. En tant que relations entre États souverains, commence en 1922 lorsque l'État libre d'Irlande devient indépendant du Royaume-Uni de Grande-Bretagne et d'Irlande.

## Histoire

### L'Irlande sous domination anglaise puis britannique
L'île d'Irlande est conquise par le royaume d'Angleterre à la fin du XIIe siècle. Après des révoltes successives qui s'avèrent toutes des échecs, le Premier ministre britannique William Pitt le Jeune fait voter l'Acte d'Union en 1800 qui intègre l'Irlande dans le Royaume-Uni de Grande-Bretagne et d'Irlande.

### Relations entre le Royaume-Uni et l'Irlande indépendante

#### Indépendance de l'Irlande
Au début du XXe siècle, la question de l'indépendance commence à prendre de l'ampleur. La majorité des Irlandais, derrière Charles Stewart Parnell, réclament le Home Rule, un statut d'autonomie ; certains, dont le Sinn Féin, fondé en 1905 par Arthur Griffith, demandent même l'indépendance totale. Cependant, la minorité protestante d'Ulster parvient à retarder le vote du Home Rule jusqu'en mai 1914, puis, avec la Première Guerre mondiale, le projet est abandonné. À la même époque, le Sinn Féin se dote d'une milice, les Irish Volunteers (« Volontaires irlandais »).
En 1916, tentant de profiter de la guerre pour contraindre les Britanniques à revoir le statut de l'Irlande, les nationalistes irlandais organisent la révolte de Pâques, envahissent le General Post Office de Dublin et proclament la République irlandaise indépendante,. La révolte est écrasée par les Britanniques, qui exécutent la plupart des leaders nationalistes, à l'exception de Eoin Mac Néill, Éamon de Valera et William Cosgrave, qui voient leur peine de mort commuée en prison à vie avant d'être amnistiés en 1917. La répression sanglante du gouvernement britannique choque l'opinion publique irlandaise.
Aux élections de 1918, le Sinn Féin obtient la majorité. Les députés nationalistes refusent de siéger au Parlement britannique et constituent le Dáil Éireann, parlement irlandais,. L'assemblée proclame l'indépendance de la République irlandaise et élit De Valera président de la République,. Les Volontaires irlandais se transforment en Armée républicaine irlandaise (Irish Republican Army, IRA) qui entre en guerre contre les forces armées britanniques, qui causera de lourdes pertes dans les deux camps,.
Le gouvernement britannique tente d'abord la répression, en organisant dès 1920 des corps spécialités, les Black and Tans, dont les actions entraînent en réponse des actions terroristes de la part de l'IRA. Puis le Premier ministre David Lloyd George change de politique : le Parlement britannique vote le Government of Ireland Act qui organise la partition de l'Irlande en deux régions dotées d'un parlement et d'une large autonomie : l'Irlande du Nord et l'Irlande du Sud,. Les nationalistes, réclamant l'indépendance, ne sont pas satisfaits du statut d'autonomie : Lloyd George entreprend des négociations avec les Irlandais, et, le 6 décembre 1921, le traité anglo-irlandais est signé à Londres et crée l'État libre d'Irlande, un dominion de la Couronne britannique membre du Commonwealth,. Le traité est ratifié par le Dáil Éireann en janvier 1922,.
Considérant la ratification du traité anglo-irlandais comme une trahison, Éamon de Valera démissionne prend la tête de l'opposition « républicaine », appuyé par une fraction importante du Sinn Féin et de l'IRA,. Le jeune État se retrouve divisé entre le gouvernement provisoire, dirigé par Michael Collins et soutenu notamment Arthur Griffith (élu président en remplacement de De Valera) et par le clergé catholique, et les plus anciens membres du Sinn Féin refusant la partition de l'Irlande. Aux élections de juin 1922, les pro-traité obtiennent la majorité avec 58 sièges contre 38 aux républicains. La guerre civile irlandaise éclate. L'IRA, républicaine, multiplie les attentats ; peu après la mort de Griffith, Michael Collins est assassiné le 22 août. Le Dáil Éireann élit William T. Cosgrave président pour succéder à Griffith. Il rédige la Constitution de l'État libre d'Irlande (en). L'État libre est officiellement créé le 6 décembre 1922, après que l'Irish Free State Constitution Act a reçu sa sanction royale.
L'Irlande du Nord, cependant, dispose d'un droit de retrait du nouvel État. Il est prévu que, si elle décide de rejoindre l'État libre, le Parlement d'Irlande du Nord serait maintenu, en tant qu'assemblée avec un pouvoir dévolu par Dublin ; sinon, l'Irlande du Nord restera au sein du Royaume-Uni selon le statut qu'elle possédait avant la création de l'État libre. Le lendemain de la création de l'État libre d'Irlande, le 7 décembre 1922, l'Irlande du Nord exerce son droit de retrait et quitte l'État libre d'Irlande,.
En Irlande, la guerre civile prendra fin en mai 1923.

#### État libre d'Irlande
À la tête de l'État libre de 1922 à 1932, William Cosgrave adopte une politique conciliante avec le Royaume-Uni, ce qui permet à l'économie irlandaise de connaître une période de prospérité dans le secteur agricole. Cependant, cette politique, outre le fait qu'elle profite plus aux grands propriétaires qu'aux paysans, est frappée par la Grande Dépression à partir de 1929.
La Grande Dépression entraîne la défaite du gouvernement Cosgrave et la victoire des républicains aux élections : de Valera succède à Cosgrave à la tête du gouvernement irlandais. Il prend plusieurs mesures dans l'objectif de diminuer l'influence britannique en Irlande. Il supprime le serment d'allégeance des députés irlandais au Roi du Royaume-Uni et met fin aux remboursements des dettes irlandaises au Royaume-Uni, avec pour conséquence une guerre économique entre les deux pays. En décembre 1937, la Constitution de l'Irlande est adoptée,. L'État libre d'Irlande est aboli et l'Irlande, ou en irlandais, Éire, est déclaré État souverain, indépendant et démocratique ; toutefois le pays ne se proclame pas officiellement république. Le poste de gouverneur général de l'État libre d'Irlande est aboli, à la place est instauré un poste de président élu au suffrage universel. En 1938, un accord est trouvé avec le Royaume-Uni pour mettre fin à la guerre économique.
La Seconde Guerre mondiale débute en 1939. L'Irlande observe une politique de neutralité bienveillante envers les Alliés ; de nombreux Irlandais choisissent cependant de s'engager dans les forces alliées.
En 1948, alors que l'Irlande souffre de difficultés économiques, de Valera perd les élections et John A. Costello, du Fine Gael, lui succède,. En 1948, le Parlement adopte le Republic of Ireland Act, qui prend effet le lundi de Pâques en 1949 (anniversaire de l'insurrection de Pâques 1916),. Il déclare que la « description de l'État » est « République d'Irlande ». Par la même occasion, l'Irlande quitte le Commonwealth,. À la suite de ces décisions, le Parlement britannique adopte l'Ireland Act. Le Royaume-Uni s'engage par ailleurs à ne pas modifier le statut de l'Irlande du Nord sans le consentement de son Parlement,. L'indépendance totale vis-à-vis du Royaume-Uni a pour effet de repousser la perspective d'une réunification de l'île. Cependant, à cette époque, la question de l'Irlande du Nord ne fait plus partie des préoccupations principale des Irlandais.